# Nome du Dauphin

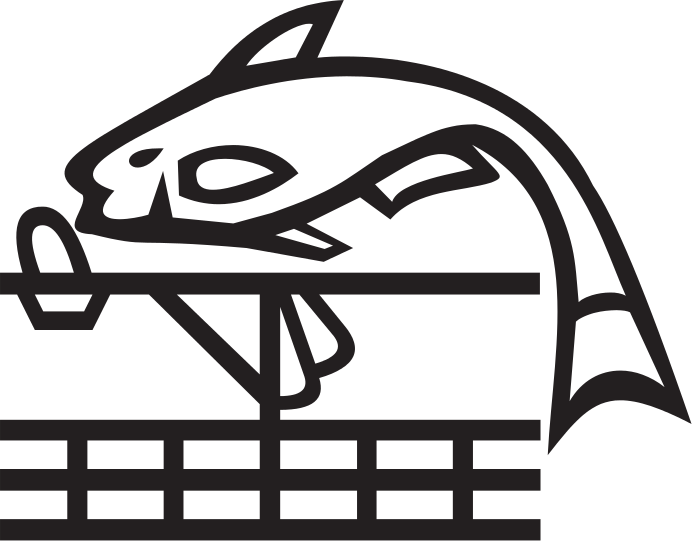
Hiéroglyphe symbole du Nome.

Le nome du Dauphin (ḥȝt-mḥjt) est l'un des 42 nomes (division administrative) de l'Égypte antique. C'est l'un des vingt nomes de la Basse-Égypte et il porte le numéro seize.

## Géographie
Ce nome faisait près de 126 km de long selon la liste des nomes de Sésostris Ier. Le nome était situé entre la mer Méditerranée au nord, le nome de l'Ibis à l'ouest, le nome du Taureau recensé au sud et, à l'est, tout d'abord le nome de l'Orient puis, à partir du Nouvel Empire, le nome de l'Enfant royal, puis, à partir de la Troisième Période intermédiaire, le nome inférieur de l'Enfant royal.

## Histoire
Ce nome est très anciennement peuplé comme l'atteste la présence d'une nécropole datant de Nagada II à Mendès. Cette dernière et la ville jumelle de Thmuis restèrent des villes importantes pendant toute l'histoire égyptienne, bien que la première prit le pas sur la seconde.
Pendant la dernière phase de la Troisième Période intermédiaire, le nome semble avoir sous sa domination de celui de l'Ibis : en effet, après la défaite de la coalition menée par Tefnakht de Saïs contre la campagne de conquête de Piânkhy, le « chef des Mâ » de Mendès Djedamoniouefânkh et son fils le général d'Hermopolis Parva Ânkhhor A se soumirent au roi koushite. Par la suite, les dirigeants de Mendès furent Ânkhhor A, Djedher, le fils de ce dernier Ânkhhor B et enfin un certain Payom qui assista aux conflits assyro-koushito-saïtes des années -670 à -660 dans lesquels il ne semble pas avoir joué un rôle majeur.
La métropole du nome, Mendès, prit une grande importance pendant la dernière phase de la Basse Époque car elle devint la capitale de l'Égypte sous la XXIXe dynastie : en effet, c'est de cette ville qu'étaient originaires ces rois.
Thmuis prit le pas sur Mendès seulement à partir du IIe siècle de l'ère commune, étant le siège d'une administration fiscale et d'un évêché.

## Divinités locales

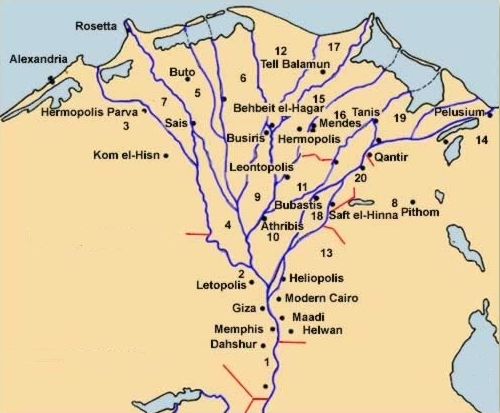
Les nomes de Basse-Égypte

Parmi les principales divinités locales se trouvent Banebdjedet, dieu de Mendès qui y possède d'ailleurs le plus grand naos connu,. Osiris y était également vénéré, Banebdjedet étant considéré comme l'une de ses formes. Le dieu Banebdjedet formait à Mendès une triade avec sa parèdre Hatméhyt, assimilée à Nephtys, et leur dieu-enfant Harpocrate,.

## Lieux principaux
Il est à noter que les frontières du nome ont changé avec le temps, les villes citées ci-dessous ont été identifiées comme faisant partie du nome dans ses frontières ptolémaïques.
- Mendès
- Thmuis
- Phernouphis (en)
- Panephysis